# Cvetko Zupančič
Cvetko Zupančič, slovenski kmet in politik, * 4. maj 1959, Vrh pri Višnji Gori.
Od leta 2002 je član Državnega sveta Republike Slovenije.